# Spinotarsus olifantis
Spinotarsus olifantis är en mångfotingart som beskrevs av Kraus 1966. Spinotarsus olifantis ingår i släktet Spinotarsus och familjen Odontopygidae. Inga underarter finns listade i Catalogue of Life.